# Lenticono
Il lenticono è una alterazione a forma di cono della porzione centrale del cristallino e fa parte delle anomalie di forma congenite che possono colpire questa struttura anatomica. La deformazione può essere anteriore quando la protrusione avviene verso la camera anteriore dell'occhio o più comunemente posteriore, verso il corpo vitreo.

## Lenticono anteriore
Il lenticono anteriore è spesso bilaterale ed è un reperto piuttosto comune nella sindrome di Alport, sebbene sia presente a volte anche nella spina bifida e nella sindrome di Waardenburg.

## Lenticono posteriore
Il lenticono posteriore, spesso associato a strabismo e solitamente unilaterale, può essere riscontrato nel coloboma, nella microftalmia, nel retinoblastoma e nella sindrome di Duane, con un'incidenza di 1-4 casi ogni 100.000 bambini. La sua eziologia è sconosciuta e, sebbene si tratti solitamente di casi sporadici, numerosi casi di familiarità sono stati descritti.

## Trattamento
Il trattamento prevede solitamente l'intervento chirurgico con sostituzione del cristallino.